# Евалак
Евалак — деревня в Свердловской области, входящая в муниципальное образование Артинский городской округ. Расположена в 13 км на юго-запад от административного центра — посёлка городского типа Арти. Является частью Пантелейковского сельского совета.

## Население
По данным 2010 года, в деревне проживает 7 человек.